# Vester Assels Sogn
Vester Assels Sogn er et sogn i Morsø Provsti (Aalborg Stift).
I 1800-tallet var Vester Assels Sogn anneks til Øster Assels Sogn. Begge sogne hørte til Morsø Sønder Herred i Thisted Amt. Øster Assels-Vester Assels sognekommune blev ved kommunalreformen i 1970 indlemmet i Morsø Kommune.
I Vester Assels Sogn ligger Vester Assels Kirke.
I sognet findes følgende autoriserede stednavne:
- Rotholme (areal)
- Sandholm (bebyggelse)
- Vester Assels (bebyggelse, ejerlav)